# C-Myc
El gen c-myc és un tipus de protooncogèn que pertany a la família dels Myc, formada pels l-myc, els n-myc i els c-myc, tots tres amb una activitat biològica molt similar i lligats en gran manera al potencial oncogènic. Estan íntegrament relacionats amb l'origen de diverses neoplàsies en éssers humans. S'encarreguen de codificar proteïnes del nucli que s'uneixen a l'ADN i faciliten la transcripció a ARN de gens que regulen el cicle cel·lular. Intervenen en la proliferació, apoptosi i diferenciació cel·lular i actuen com a factors de transcripció.
Aquests protooncogens poden activar oncogens, donant lloc a una sobreexpressió d'aquest mateix gen, fet que pot derivar en la formació d'un càncer.
Així doncs, esdevenen una línia d'estudi molt important a l'hora de desenvolupar nous tractaments contra el càncer. En alguns casos s'han debatut pel seu funcionament i en altres s'han dut a terme amb èxit per diferents investigadors.

## Descobriment
El 1911 Peyton Rous va identificar en cèl·lules de pollastre tumorals l'oncogèn retroviral aviar v-myc, també dit gen transformant del virus de la mielocitomatosis aviar MC29, i el va establir com l'origen etiològic dels sarcomes i altres tumors aviars.
El virus MC29 era un agent filtrable i capaç de causar tumors en animals sans. Per trobar la relació virus-tumor, es va marcar el gen v-myc aïllat del virus MC29 amb l'isòtop radioactiu 32P i, mitjançant experiments d'hibridació, es va observar que una de les cadenes del DNA del MC29 s'emparellava amb una de les cadenes del DNA d'una cèl·lula de pollastre sana. Això va ser la confirmació que els oncogens equivalen a gens cel·lulars que s'havien incorporat al genoma víric.
Conforme s'han anat aïllant més gens de diferents retrovirus oncogènics, sempre ha estat possible trobar el seu homòleg cel·lular. A l'inici, per diferenciar uns dels altres es va començar a utilitzar la nomenclatura v-onc per referir-se a l'oncogen que és transportat pel virus (aïllat del genoma víric) i c-onc o protooncogèn per referir-se al seu homòleg cel·lular.
Més tard, gràcies a l'homologia cel·lular del gen viral v-myc amb un gen que també era freqüentment detectat en neoplàsies humanes i d'altres animals, es va anomenar aquest gen c-myc.

## Estructura i localització

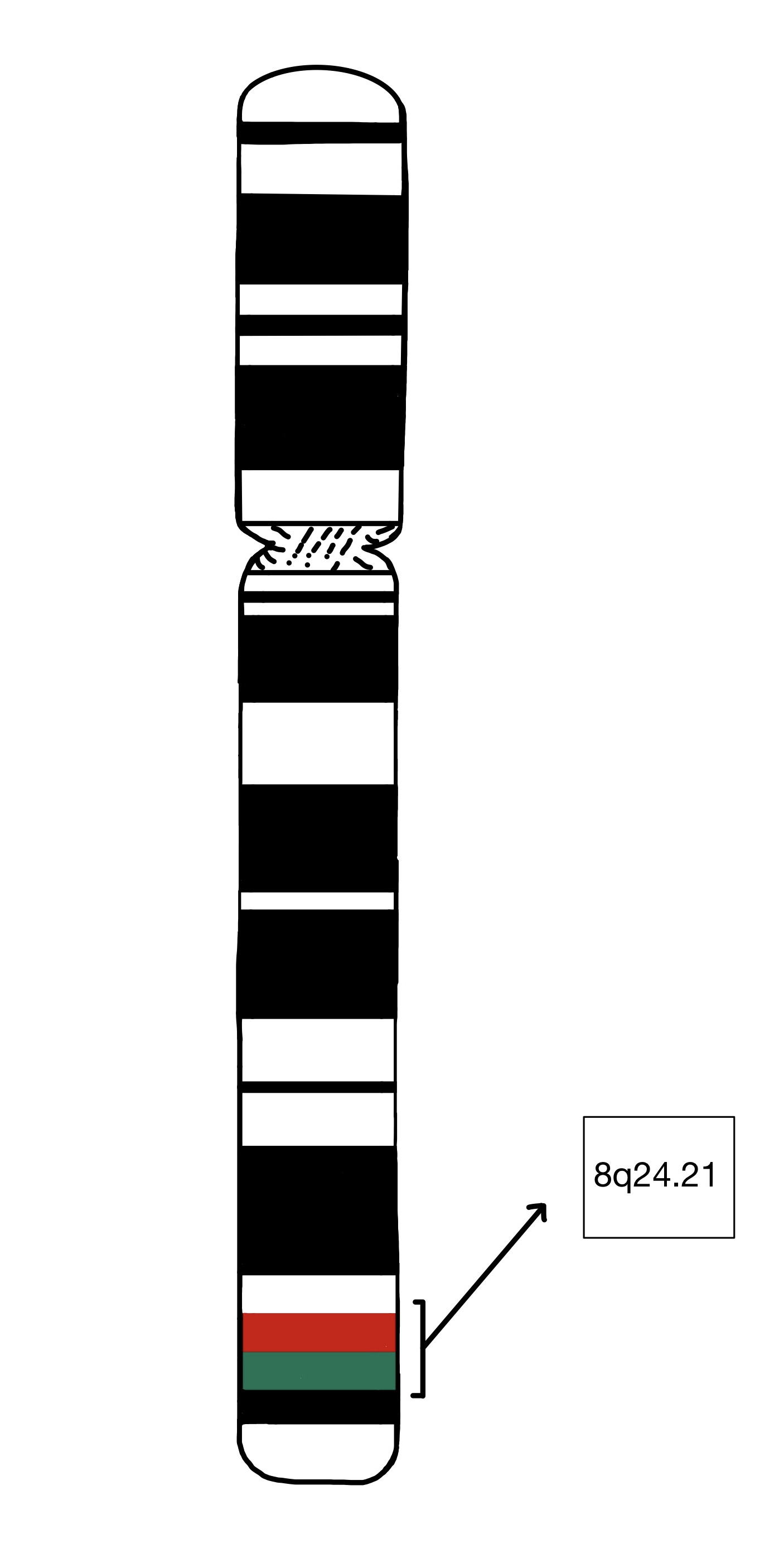
Localització del gen c-myc al cromosoma 8.

Els gens myc s'expressen en diferents teixits durant el desenvolupament de l'embrió. Específicament, els c-myc ho fan principalment a cèl·lules amb una major taxa de proliferació.
En el cromosoma humà, el gen c-myc es pot trobar al locus 8q24, més concretament a 8q24.21. Està compost per tres exons i conté quatre promotors diferents. La proteïna que codifica (c-Myc protein) té tres dominis principals:
- El primer és necessari per a la dimerització amb altres proteïnes i l'ADN. A l'extrem C-terminal conté un motiu que segueix una estructura formada per hèlix-gir-hèlix-cremallera de leucina (bHLH). Està format per 90 aminoàcids.[4]
- El segon domini, que es troba a la regió N-terminal, és anomenat domini de transactivació (TAD). També el constitueixen dos elements altament conservats: les «caixes» Myc I i Myc II. Està format per 140 aminoàcids. Conté grups rics en prolina (de l'aminoàcid 41 al 103) i altres rics en glutamina, la qual regula l'activitat oncogènica i forma les denominades caixes, similars a les dels gens n-myc i l-myc. Activa la transcripció del c-myc i la transformació cel·lular. També inhibeix la diferenciació cel·lular i regula l'apoptosi.
- Al tercer domini, a la part central, trobem les "caixes" Myc III i Myc IV, i dos tipus de senyals de localització nuclear (NLS1 i NLS2). Altrament, aquesta regió conté un tram altament àcid important per a la fosforil·lació de CKII i, per tant, la seva activitat.

## Funcions

### c-Myc i la progressió del cicle cel·lular

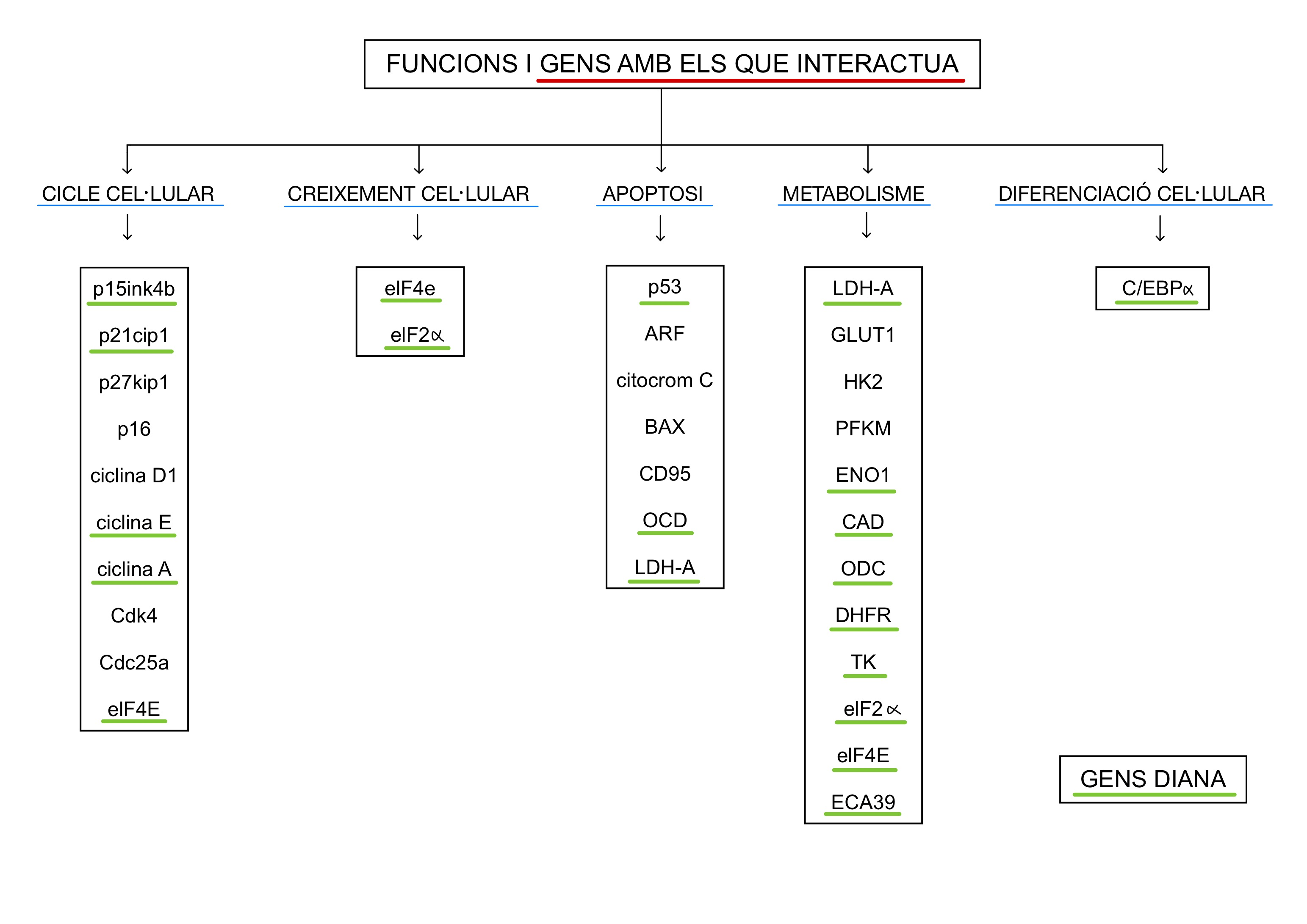
Funcions i gens amb els que interactua c-Myc. En verd, només els gens diana de c-Myc identificats fins a dia d'avui.

El nivell d'expressió de c-myc es troba regulat, ja que reflecteix l'estat de proliferació de la cèl·lula. L'activació de c-myc en les cèl·lules estimula el seu pas de G0 a G1 per a continuar amb la progressió del cicle mitòtic.
En cèl·lules quiescents in vitro, l'expressió de c-myc és gairebé indetectable. Després de l'estimulació mitogènica, s'indueixen ràpidament els nivells de c-Myc i les cèl·lules entren en la fase G1. Seguidament, en aquestes cèl·lules que han iniciat la proliferació, els nivells d’ARNm disminueixen, tot i que encara són detectables; si s'eliminen els factors de creixement, els nivells de c-Myc disminueixen fins a nivells indetectables i el cicle s'atura.
El paper de c-Myc en G1 està recolzat pel treball de molts laboratoris. Això no obstant, l'evidència sobre la seva funció durant la fase G₂ és limitada i continua sense explorar-se.

#### Absència de c-Myc i el cicle cel·lular
La recerca duta a terme sobre una línia cel·lular de fibroblasts Rat1, nulizigòtiques per a c-myc i que no expressen altres membres de la família Myc va revelar que, si bé l'activitat de c-myc no és essencial per a la supervivència, és necessària per al creixement a un ritme normal, ja que les cèl·lules c-myc-/- proliferen a una velocitat tres vegades més lenta que les cèl·lules c-myc+/+, atès que s'allarguen les fases G1 i G₂.

#### Presència de c-Myc i el cicle cel·lular
c-Myc regula el cicle cel·lular mitjançant la seva capacitat per activar o reprimir la transcripció de gens implicats en la progressió del cicle cel·lular. En cèl·lules eucariotes, està controlat per l'acció coordinada de les ciclines, les cinases dependents de ciclina (Cdk) i els inhibidors de cinases dependents de ciclina (Cdki); concretament, c-Myc activa la transcripció de la ciclina D1, D2, E, A, Cdk4 i Cdc25a. També reprimeix la transcripció de Cdkis com p15ink4b, p21cip1 i p27kip1.
1. c-Myc i la transició en el punt de control G1/S

c-Myc regula el punt de control G1/S. L'expressió de c-myc és suficient per superar aquest punt i entrar en la fase S, ja que la seva expressió està vinculada amb dues proteïnes que intervenen en aquesta transició entre fases: la ciclina D1 i la ciclina E.
- - c-Myc i ciclina D1

Existeix interdependència entre l'expressió de c-myc i la ciclina D1. Per una banda, l'expressió de c-myc desencadena una estimulació de la síntesi de l'ARNm de la proteïna ciclina D1. Per l'altra, les cèl·lules que expressen una forma mutant del receptor del factor estimulant de colònies (CSF-1R Y809F) no entren en la fase S en resposta a ell; no obstant això, l'expressió de c-myc o ciclina D1 restableix l'entrada al cicle cel·lular.
La ciclina D1 actua com a subunitat reguladora d'un complex format amb Cdk4 o Cdk6 i la seva activitat és necessària per a la transició G1/S del cicle cel·lular. El paper de c-Myc en la regulació de l'activitat del complex ciclina D1/Cdk4 consisteix en:
- En cèl·lules quiescents, després de l'activació de Myc-ER (fusió de la regió codificant de c-Myc amb el domini regulador del receptor d’estrogen), s'activen els complexos de ciclina D1/Cdk4 preexistents.[11]
- La cotransformació per Ras i c-myc requereix l'activitat de la ciclina D1/Cdk4.[12]

- - Interacció entre c-Myc, ciclina E i p27

c-Myc ha estat implicat en la inducció de la síntesi d’ARNm de la ciclina E. La sobreexpressió de ciclina E pot accelerar l'entrada a la fase S, i la presència de c-Myc incrementa fins a 2,5 vegades els nivells d’ARNm de ciclina E.
L'expressió de ciclina E precedeix la transició de la fase G1 a la S. Diverses publicacions han posat de manifest que c-Myc participa en l'activació de complexos de ciclina E/Cdk2 en el límit G1/S.
La proteïna p27 provoca l’aturada de G1 quan inhibeix l'activitat de la ciclina E/Cdk2. La sobreexpressió de c-myc pot superar una aturada del cicle cel·lular promoguda per p27.
Dos mecanismes, que poden ser complementaris, han estat proposats per explicar els efectes observats de c-Myc en l'activitat de la ciclina E/Cdk2:
- L'expressió de c-myc induiria l'expressió d'una proteïna segrestadora de p27, que no ha estat identificada a dia d’avui.[16]
- L'expressió de c-myc dona lloc a la sobreproducció de complexos ciclina E/Cdk2 i al bloqueig de la unió de p27 amb els complexos recentment formats,[14] permetent que aquests complexos romanguin actius.

- - c-Myc i la via INK/Rb

En cèl·lules en proliferació, l'expressió de c-Myc pot promoure el creixement en presència de sobreexpressió de p16, el qual impedeix el progrés de la fase G1 a la S. La quantitat total de p27, així com el nombre de complexos ciclina D/Cdk4 disponibles, influeix en la capacitat de c-Myc per a anul·lar aquesta detenció induïda per p16.

### c-Myc i el creixement cel·lular
Un dels requisits de la divisió cel·lular és l'augment de la mida de la cèl·lula per a la seva posterior divisió i c-Myc intervé en aquest procés. Un exemple d'això és que la inactivació de c-myc provoca la disminució de la mida dels hepatòcits.
A més, c-Myc influeix en el creixement cel·lular quan interacciona amb els promotors d’eIF4E i eIF2α, dos factors iniciadors de la traducció.

### c-Myc i l’apoptosi
Hi ha dos models generals que postulen sobre l'apoptosi induïda per part de c-Myc:
- Model del conflicte: l'apoptosi és una resposta indirecta de la cèl·lula a un senyal de creixement inapropiat generat per c-Myc quan es desregula, per la qual cosa c-Myc només intervé en la divisió cel·lular.[20]
- Model del senyal dual: c-Myc indueix l'apoptosi regulant directament un o diversos sistemes efectors de mort, per la qual cosa c-Myc funciona com a regulador de la divisió cel·lular i l'apoptosi.[21]

L'activitat de c-Myc indueix l'apoptosi en absència dels factors de supervivència necessaris per a la seva inhibició. Així, l'expressió de c-Myc sensibilitza les cèl·lules a una àmplia gamma de desencadenants proapoptòtics, que inclouen danys a l'ADN, senyalització del receptor de mort, hipòxia, estrès genotòxic, privació de glucosa, xoc tèrmic i quimiotoxines.
S'han descrit cinc vies efectores proapoptòtiques que realitzen aquesta sensibilització, cadascuna d'elles actuarà en funció del tipus de cèl·lula, la localització del teixit i la presència de mutacions en gens pro- i antiapoptòtics.
- En cèl·lules amb lesió genotòxica: c-Myc activa indirectament la p53 a través de l’ARF (Active Response Factor), que activa la via apoptòtica p19/MDM2(Mouse Double Minute-2)/p53.[25]

- En cèl·lules desenvolupades amb nivells baixos de nutrients: c-Myc indueix l'alliberació del Citocrom C dels mitocondris al citosol, mitjançant l'activació de la molècula proapoptòtica BAX (BCL2 Associated-X Protein). BAX activada dintre de la membrana mitocondrial altera els seus porus, la qual cosa resulta en la permeabilització de la membrana externa mitocondrial (MOMP). Una vegada alliberat en el citosol, el Citocrom-C s'associa amb l'APAF1 (Apoptotic Protease Activating Factor-1), tot activant la procaspasa-9, que al seu torn activa la cascada descendent de caspases i condueix a l'apoptosi.[26] La inhibició d'aquesta via mitocondrial, impedeix que es doni l'apoptosi induïda per c-Myc i promou l’oncogenicitat de c-Myc.[27]
- Per a incrementar la sensibilitat cel·lular a la senyalització: la interacció entre el lligand de c-Myc i el receptor de mort CD95 desencadena l'associació de la proteïna adaptadora intracel·lular FADD (FAS-Associated Death Domain protein) amb el receptor CD95; FADD recluta procaspasa 8, la qual cosa condueix a l'activació de la cascada de caspases.[28]
- Apoptosi induïda per quimiotoxines: intervé c-Myc amb ODC (ornitina descarboxilasa), un dels seus gens diana. L'excés de síntesi de poliamines, catalitzat per ODC, pot generar espècies reactives d'oxigen (ROS) que promoguin l'apoptosi dependent dels mitocondris.[21]
- Sensibilització de cèl·lules a una via apoptòtica dependent de glucosa: el LDH-A (enzim Lactat Deshidrogenasa A), gen diana de c-Myc, sensibilitza a l'estímul de privació de glucosa les cèl·lules que expressen c-Myc i sobreexpressen LDH-A. Les cèl·lules responen a aquest senyal amb l'apoptosi.[29][30]

### c-Myc i el metabolisme

#### c-Myc estimula la glucòlisi
El seu paper en la glucòlisi va esdevenir factible quan es va descobrir que l’enzim LDH-A, que converteix el piruvat en lactat, era un dels seus gens diana. Un altre indici d'això és que la glucòlisi augmenta 20 vegades quan incrementa l'expressió de c-Myc en el cicle mitogènic dels limfòcits T.
En cèl·lules canceroses, es dona un augment del flux de glucosa gràcies a l'elevada expressió de gens implicats en el seu metabolisme i que també estan regulats directament per c-Myc: enzims glucolítics (inclòs LDH-A), transportador de glucosa (GLUT1), hexoquinasa 2 (HK2), fosfofructocinasa (PFKM), enolasa 1 (ENO1).
La regulació a l’alça d'aquests gens fa que c-Myc contribueixi a l’efecte Warburg, això és, que cèl·lules canceroses produeixin energia mitjançant la glicòlisi anaeròbica i la fermentació làctica.

#### c-Myc estimula la biogènesi mitocondrial
En cèl·lules B humanes, la biogènesi mitocondrial depèn de l'expressió de c-Myc. A més a més, els gens implicats en aquest procés són uns dels gens diana més induïts per part de c-Myc. També potencia la funció mitocondrial de síntesi d'acetil-CoA.
En cèl·lules en proliferació, c-Myc és capaç d'induir coordinadament la biogènesi mitocondrial i inhibir la respiració mitocondrial.

#### Altres interaccions
Altres gens diana de c-Myc estan involucrats en el metabolisme de l'ADN; de fet, c-Myc està capacitat per a millorar les activitats d'enzims específics involucrats en aquesta mena de metabolisme.
Alguns d'ells són la proteïna CAD (carbamoyl-phosphate synthetase 2, aspartate transcarbamylase, and dihydroorotase; participa en la biosíntesi de la pirimidina), la proteïna ODC (ornitina descarboxilasa; intervé en la síntesi de poliamines necessàries per als enzims de biosíntesi de nucleòtids), DHFR (dihidrofolat reductasa) i TK (timidina cinasa; catalitza la conversió de timidina a timidilat).
Altrament, es relaciona amb el metabolisme mitjançant tres altres gens diana que codifiquen els factors reguladors de la traducció: eIF-2α, eIF-4E i ECA39; l'últim s'ha vist implicat en el transport d’aminoàcids.

### c-Myc i la diferenciació cel·lular
c-MYC s'expressa en cèl·lules proliferatives immadures. Quan es produeix la regulació a la baixa de c-myc, disminueixen els nivells d’expressió de c-myc, s'inhibeix la proliferació i s'indueix la diferenciació cel·lular. Tanmateix, l’expressió ectòpica de c-myc bloqueja la diferenciació en cèl·lules concretes.
Alguns exemples de la regulació de la diferenciació cel·lular són:
- El factor de transcripció C/EBPα possibilita la diferenciació dels mioblasts formant un complex amb E2F/pRB que reprimeix l’expressió de c-myc[6].
- En els limfòcits B la sobreexpressió de BLIMP-I (B lymphocyte-induced maturation protein 1) reprimeix la transcripció de c-myc, que promou la diferenciació de determinades cèl·lules en macròfags i cèl·lules B.[6]

## Mecanismes de regulació
Les cèl·lules presenten mecanismes per regular l'expressió i la destrucció de c-myc.
La proteïna Skp2 vincula les dues activitats. Amb funció ligasa, regula la destrucció mitjançant el marcatge de c-Myc amb ubiqüitina (Ub) de manera que s'indueix la proteòlisi. La ubiqüitinització normalment es produeix poc després de finalitzar la síntesi del gen. Per l'activació funciona com un dels coactivadors transcripcionals per c-Myc en unir-se al seu domini d'activació. També afavoreix la seva ràpida rotació, important procés que impedeix la destrucció de c-Myc.
El p27kip1 és considerat un regulador indirecte de c-Myc. A les cèl·lules tumorals, els nivells de c-Myc i p27 es correlacionen inversament. La fosforilació de p27, promoguda per c-Myc, provoca que sigui detectat i degradat per la proteïna Skp2 en forma oncogènica per així reduir el seu efecte antiproliferatiu. Si no es produís la fosforilació, augmentaria el p27 i disminuiria la taxa proliferativa de les cèl·lules.
El KSI-3716 n'és un potent inhibidor. La seva activitat antitumoral consisteix a bloquejar la unió de c-Myc/Max als promotors de gens diana, impedint eficaçment l'expressió d'aquests gens encara que es trobi a concentracions molt baixes. A més, s'ha demostrat que té efectes citotòxics sobre les cèl·lules canceroses de bufeta en induir l'aturada del cicle cel·lular i l'apoptosi.
La manca de mecanismes de regulació porta a una sobreexpressió del gen c-myc. Es pot activar permanentment en els limfòcits B per la translocació entre els cromosomes 8,14. Això provocaria el Limfoma de Burkitt.

## Caràcters que expressa
Codifica per la fosfoproteïna nuclear de 493 aminoàcids que actua com a factor de transcripció i afecta l'expressió gènica del 15% dels gens. La fosfoproteïna, un cop sintetitzada, pateix modificacions posttraduccionals com la glicosilació i la fosforilació del domini de transactivació. Aquest domini conté llocs d’unió amb altres proteïnes que regulen el cicle cel·lular i algunes vies de senyalització.
En el cas dels limfòcits B, aquest mecanisme d'unió amb altres proteïnes és essencial pel bon funcionament de la fosfoproteïna, ja que l'activació permanentment a causa de la translocació entre els cromosomes 8, pot provocar el Limfoma de Burkitt.
D'altra banda, per tal que c-Myc sigui funcional, ha de formar complexos de cremallera de leucina amb les proteïnes Max, ja que la vida mitjana del C-Myc és de 20 minuts aproximadament. Estudis in vitro han evidenciat que, sense aquesta dimerització, la proteïna C-Myc es troba inactiva i no pot unir-se a l’ADN ni actuar com a factor de transcripció.
El c-myc s'expressa durant l’embriogènesi (desenvolupament cel·lular immediatament posterior a la fertilització de l’òvul). També és present en les cèl·lules de teixits adults amb capacitat de proliferar, ja que actua com a regulador de la diferenciació cel·lular. D’aquesta manera, el c-myc no s'expressa en aquelles cèl·lules que no es repliquen.

## Alteracions del gen
Les alteracions del c-myc més freqüents en cèl·lules canceroses són les amplificacions, les translocacions i les mutacions. Els reordenaments cromosòmics que involucren el locus del gen provoquen que es desreguli la seva expressió i es produeixin diverses neoplàsies en els humans. Així doncs, la pèrdua de regulació acostuma a ser la causa del càncer de còlon, tumors ginecològics i melanoma.
La principal conseqüència de les alteracions del c-myc és la des-regulació de la seva expressió. Aquest fet es pot donar a causa de les següents circumstàncies:
- Integració al gen de virus oncogènics que promouen modificacions funcionals o estructurals.
- Alteracions al locus 8q24.

### Amplificacions
És freqüent trobar una amplificació del gen c-myc en pacients que pateixen càncers de mama, pulmó, ovari, pròstata (29% dels casos), leucèmia i limfoma. És deguda a translocacions cromosòmiques o aneuploïdies. Consisteix en la sobreexpressió del gen.
Les amplificacions es classifiquen, principalment, en dos grups; segons la seva localització:
- Cromosomes dobles diminuts: petits fragments independents dels cromosomes que contenen gens amplificats. Són els causants de tumors sòlids i limfomes.
- Homogeneus staining regions: presents al locus 8q24 del c-myc. Formats per un conjunt de gens amplificats.

### Translocacions
Translocació recíproca entre els cromosomes 8 i 14. És el causant del limfoma de Burkitt en el 80% dels casos. La translocació es dona entre el gen c-myc i la cadena pesada de les immunoglobulines, que es troba al cromosoma 14. Malauradament, la cadena d’immunoglobulina, potència la desregulació del c-myc. S'han trobat tres tipus de translocacions que provoquen el limfoma de Burkitt:
1. Translocacions de classe I: es donen entre el mateix gen.
2. Translocacions de classe II: es donen entre gens localitzats a 5 kb de distància com a màxim.
3. Translocacions de classe III: translocacions entre gens localitzats a més de 100 kb del gen.

### Mutacions
- La funció de la proteïna c-Myc pot ser inhabilitada gràcies a la proteïna p107. Tanmateix, si es produeix una mutació al terminal N de la proteïna, la p107 no podrà inhibir l'acció del c-Myc, cosa que pot produir la formació de tumors.
- També és es pot donar una mutació en la treonina col·locada en la posició 58. Quan aquesta treonina és fosforilada la proteïna queda marcada per dirigir-se al proteosoma i degradar-se. Tanmateix, si es produeix una mutació que canvia la treonina per una alanina, aquesta fosforilació no es dona i la proteïna mutada continuarà actuant com a factor de transcripció tot i ser defectuosa.[43]

## Malalties i teràpia gènica
Les possibles alteracions que poden afectar el gen c-myc poden tenir una gran intervenció i importància en l'aparició de malalties, sobretot oncogèniques. Això és degut al fet que el gen c-myc té un paper rellevant en la divisió cel·lular i la proliferació.
L'amplificació i sobreexpressió del gen estan extremament lligades a l'aparició de càncers de mama, pròstata i limfomes de Burkitt. Si es compara una mostra normal amb una de neoplàsica, s'observa que la sobreexpressió apareix en els estadis més avançats de la tumorigènesi com els carcinomes i les metàstasis refractàries a les hormones.

### C-Myc com a diana terapèutica
És la causa d'un 40% de tumors humans i la seva sobreexpressió és present a la majoria de càncers. Aquest fet provoca que sigui molt útil com a diana terapèutica. Poden aparèixer nous tractaments pel càncer mitjançant el bloqueig de les vies dirigides pel gen c-myc o reparant les vies que han estat alterades.
El myc és crucial en el manteniment dels compartiments i la diferenciació de teixits en les cèl·lules mare, com la pell o les criptes intestinals. Això va produint un dilema en torn a si la inhibició transitòria d'aquest gen afectaria irreversiblement al desenvolupament d'aquests teixits sensibles, aportant un perjudici a la teràpia d'inhibició.
La teràpia d'inhibició del myc, fins aleshores inabastable, s'ha pogut dur a terme gràcies a Omomyc, un fàrmac desenvolupat a la Vall d'Hebron Institut d'Oncologia (Barcelona) per la doctora Laura Soucek, codirectora del Programa de Recerca Traslacional i Preclínica i cap del Grup de Modelització de Teràpies Antitumorals del VHIO. La "mini proteïna" Omomyc creua la membrana nuclear i es localitza al nucli, impedint que el myc arribi a transcriure i aturant eficaçment la progressió del cicle cel·lular.